# Depok (Toroh)
Depok is een bestuurslaag in het regentschap Grobogan van de provincie Midden-Java, Indonesië. Depok telt 12.410 inwoners (volkstelling 2010).